# Fabrizio Mordente
 (décembre 2013).
Si vous disposez d'ouvrages ou d'articles de référence ou si vous connaissez des sites web de qualité traitant du thème abordé ici, merci de compléter l'article en donnant les références utiles à sa vérifiabilité et en les liant à la section « Notes et références ».
Pour les articles homonymes, voir Mordente.
Fabrizio Mordente, né en 1532 à Salerne, mort en 1608, était un mathématicien italien connu pour l'invention d'une sorte de compas, appelé le compas de Mordente.

## Biographie
En  1567, après un long voyage dans les pays méditerranéens et l'Europe centrale, Mordente fait publier à  Venise un traité dédicacé à Daniele Barbaro  et détaillant son invention d'un compas mesurant les plus petites variations de degré.
Vers 1572, il se rend à la Cour de Maximilien II et en 1578 on le retrouve à Prague, où il se met au service de Rodolphe II. Il dédicace à cet empereur un second traité sur le cercle qu'il fait imprimer à Anvers en 1584. Là, il rencontre Michel Coignet. Enfin, l'année suivante, il se rend à Paris, où il rencontre Giordano Bruno.
En 1591, il revient au service d'Alexandre Farnèse et lui remet la version finale de ses travaux. 
Son compas de proportion à huit points permet, affirme Mordente, des mesures d'arcs de cercle d'une précision inégalée. Son travail sera publié par son frère, Gaspard ou Gaspari, et par Michel Coignet (en 1626).

## En conflit avecGiordano Bruno
Bruno apprécie particulièrement l'invention de Mordente dans laquelle il voit une preuve de l'inanité des thèses d'Aristote relatives à l'incommensurabilité des infiniments petits.
Bruno rédige en 1586 une communication expliquant le fonctionnement de ce compas. Mordente interprète la publication de Giordano Bruno comme une trahison et une récupération idéologique de son travail à fins anti-aristotéliciennes. Fabrizio Mordente fait acheter toutes les copies du livre Bruno et les détruit. En juin 1596, Giordano Bruno réplique par la publication de son De Idiota triumphans interpretatione somnii.

## La paternité du compas de proportion
Mordente figure avec Jost Bürgi, Guidobaldo del Monte, Commandino, et Thomas Hood, parmi les inventeurs qui ont précédé Galileo Galilei dans l'invention du compas de proportion.

## Œuvres
- Gasparo Mordente (ed.): Il Signor del Compasso Fabritio Mordente. Con altri istromenti mathematici, suo fratello Gasparo da ritrovati. Christophe Plantin, Anvers 1584, nouvelle éd. par Filippo Camerota, Il Compasso mar. Fabrizio Mordente: per la storia del mar. Compasso Proporzione, Olschki, Florence 2000 (Biblioteca di = Nonce, 37),  (ISBN 88-222-4853-8)
- Il Compasso, & figura… con li quali duoi mezzi si possono fare un gran numero di mirabili effetti, al tutto necessarj all'arte, imitatrice della natura. Jean Le Clerc, Paris, 20 mars 1585
- La quadratura del Cerchio, la Scienza de «residui, et il Compasso Rigo, di Fabritio mar. Gasparo et Mordente fratelli. Philip Galle, Anvers 1591
- Le propositioni mar. Fabritio Mordente Salernitano mathématico della Sacra ces.a m.ta dell'imperatore Rudolfo II Mediante le quali si può sapere financier hora da venir comme numero, à numero, la proportione, Qual SI fra Ch'e uoglia espèces date d'échéance quantità continuer mar. Giamin Antonio, Rome 1598

## Sources
- Kim Veltman, « Mesure, quantification et science », dans Tibor Klaniczay, Eva Kushner, Paul Chavy, André Stegmann, L'époque de la Renaissance. Tome IV Crises et essors nouveaux : 1560-1610, John Benjamins Publishing Company, coll. « Comparative history of literatures in European languages », 2000 (ISBN 9789027234469, lire en ligne), p. 401-415, disponible intégralement en ligne (pages numérotées de 1 à 15).
- Lagrange :  Le Compas de proportion et Fabrizio Mordente (1567) Ciel et Terre, Volume 47. Bulletin of the Société Belge d'Astronomie, Brussels, 1931, p.192

- Giordano Bruno ; Yves Hersant: Le Banquet des cendres

- (en) Le compas de Modente sur le site du musée Galilée.

- Image du compas
- (en) Biographie de Mordente sur le site du musée Galilée.
- (it) Le compas de Fabrizio Mordente : l'histoire du compas de proportion, édité par F. Camerota, LS Olschki, Florence 2000  (ISBN 88-2224-853-8)